# Continental XI-1430
Le Continental XI-1430 Hyper engine (souvent identifié comme le IV-1430) est un moteur d'avion à pistons à refroidissement liquide développé aux États-Unis par un partenariat entre l'Army Air Corps et Continental Motors.
Il est le résultat « officiel » du travail de l'USAAC pour un hyper moteur qui commence en 1932, mais il n'entre pas en production généralisée puisqu'il n'est alors pas meilleur que les autres moteurs disponibles à l'époque où il arrive à maturité. En 1939, le I-1430-3 est désigné afin d'équiper le Curtiss XP-55, un modèle de chasseur à moteur arrière qui n'atteint jamais la production.

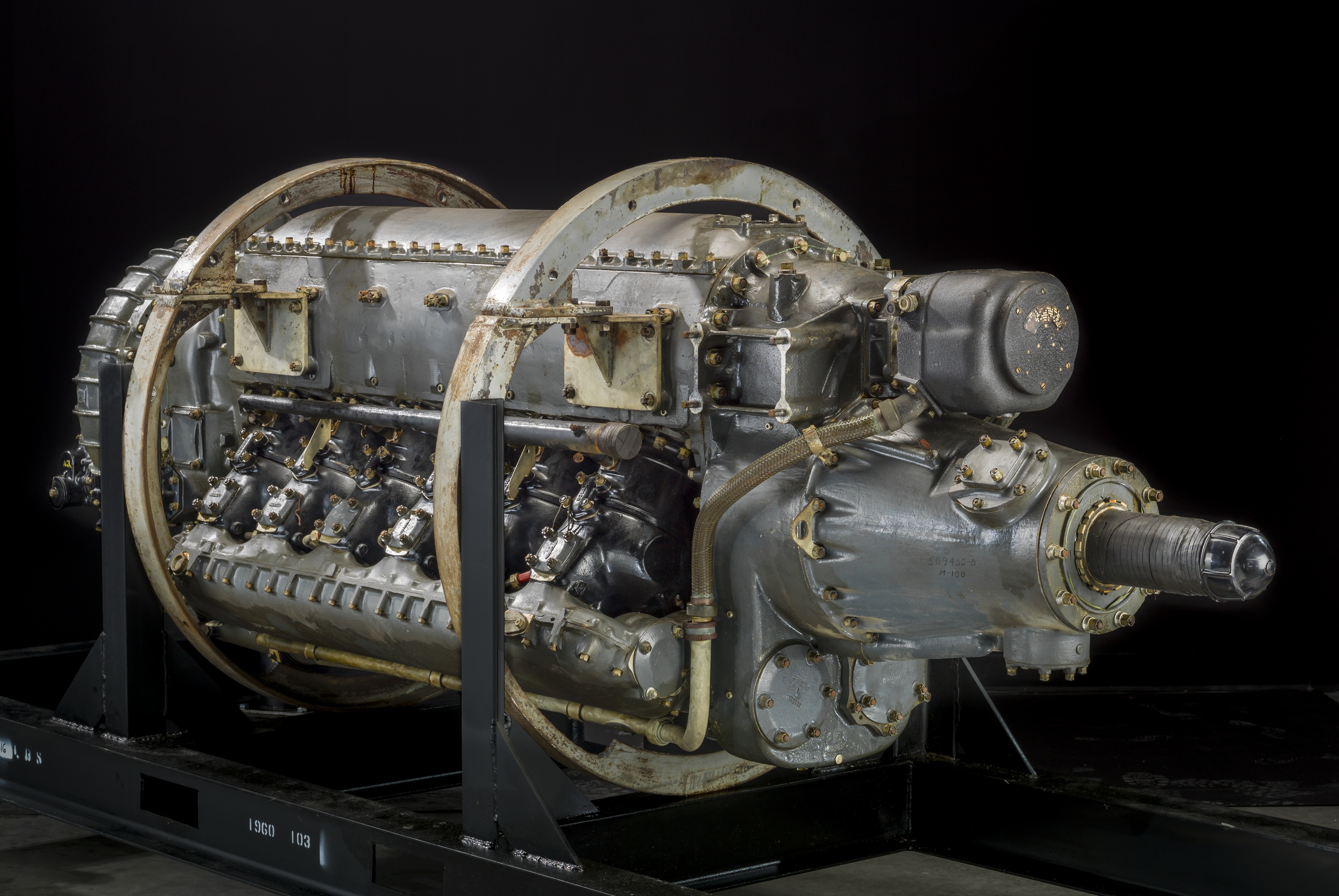
Le Continental Hyper I-1430-11, moteur V-12 inversé (A19600103000). Vue avant à moitié droite. (Collection du Musée national de l'air et de l'espace).